# Ola (Arkansas)
Ola é uma cidade localizada no estado americano de Arkansas, no Condado de Yell.

## Demografia
Segundo o censo americano de 2000, a sua população era de 1204 habitantes.
Em 2006, foi estimada uma população de 1229, um aumento de 25 (2.1%).

## Geografia
De acordo com o United States Census Bureau, a localidade tem uma área de 5,1 km², dos quais 4,8 km² cobertos por terra e 0,3 km² cobertos por água. Ola localiza-se a aproximadamente 101 m acima do nível do mar.

## Localidades na vizinhança
O diagrama seguinte representa as localidades num raio de 24 km ao redor de Ola.